# 奥柳达瓜-达斯昆尼扬斯
奥柳达瓜-达斯昆尼扬斯是巴西马拉尼昂州的一个市镇。总面积552.619平方公里，总人口17008人，人口密度30.8人/平方公里。